# 杜姆利-贝尼
杜姆利-贝尼（法語：Doumely-Bégny，法語發音：[dumli beɲi]）是法国大東部大區阿登省的一个市镇，属于勒泰勒区。该市镇于1829年由原市镇杜姆利（Doumely）和贝尼（Bégny）合并而成。

## 地理
杜姆利-贝尼（49°37'43"N, 4°18'1"E）面积7.8 平方千米，位于法国大東部大區阿登省，该省份为法国北部内陆省份，西接埃纳省，南至马恩省，东临默兹省，北与比利时接壤。
与杜姆利-贝尼接壤的市镇（或旧市镇、城区）包括：沙普、肖蒙波尔西安、德赖兹、日夫龙、瑞斯蒂讷-埃尔比尼。
杜姆利-贝尼的时区为UTC+01:00、UTC+02:00（夏令时）。

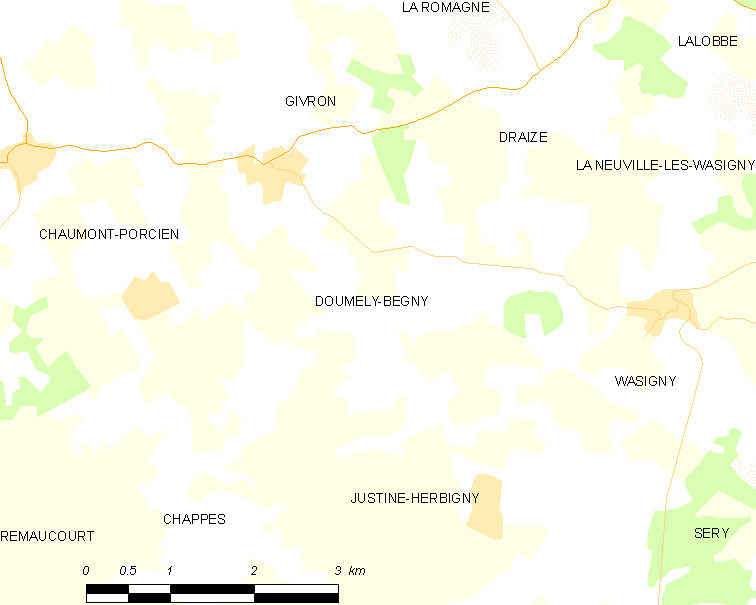
杜姆利-贝尼的OSM定位图

## 行政
杜姆利-贝尼的邮政编码为08220，INSEE市镇编码为08143。

## 政治
杜姆利-贝尼所属的省级选区为锡尼拉拜县。

## 人口

1962-2008年间杜姆利-贝尼人口变化图示

杜姆利-贝尼于2022年1月1日时的人口数量为78人。